# Miguel de Montenegro
Príncipe Miguel Petrović-Njegos de Montenegro (Podgorica, 14 de setembro de 1908 - Paris, 24 de março de 1986) foi o terceiro (porém mais velho sobrevivente) filho do Príncipe Mirko de Montenegro, Grande Voivoda de Grahovo e Zeta (1879-1918) e Natalija Konstantinović, prima de Aleksandar Obrenović da Sérvia. Era pretendente ao trono de Montenegro, mantendo o título de Grande Duque de Grahovo e Zeta, em sucessão a seu pai. Nicolau I de Montenegro foi o avô de Miguel. 
Miguel tinha reconhecido e admitido a unificação de Montenegro com a Sérvia, renunciando ao trono. Na Segunda Guerra Mundial, ele foi mantido prisioneiro pelos nazistas após se recusar a assumir o trono de um Estado fantoche  estabelecido pelas forças do Eixo. Durante o período do comunismo, foi um membro ativo da organização revolucionária na diáspora sérvia e um ativista diplomático contra a ditadura comunista do Marechal Tito. Também foi membro do Conselho da Coroa do Rei Pedro II da Iugoslávia.